# Aeromachus pygmaeus
Aeromachus pygmaeus é uma espécie de borboleta da família Hesperiidae.
A espécie é encontrada na Índia, Laos, Myanmar, Tailândia e Malásia.
As larvas têm a Ischaemum indicum como planta hospedeira.